# Глогув (Мазовецьке воєводство)
Глогув (пол. Głogów) — село в Польщі, у гміні Венява Пшисуського повіту Мазовецького воєводства.
Населення — 95 осіб (2011).
У 1975-1998 роках село належало до Радомського воєводства.

## Демографія
Демографічна структура станом на 31 березня 2011 року:
|          | Загалом | Допрацездатний вік | Працездатний вік | Постпрацездатний вік |
| -------- | ------- | ------------------ | ---------------- | -------------------- |
| Чоловіки | 49      | 8                  | 34               | 7                    |
| Жінки    | 46      | 8                  | 24               | 14                   |
| Разом    | 95      | 16                 | 58               | 21                   |